# النقل والمواصلات في سلطنة عمان

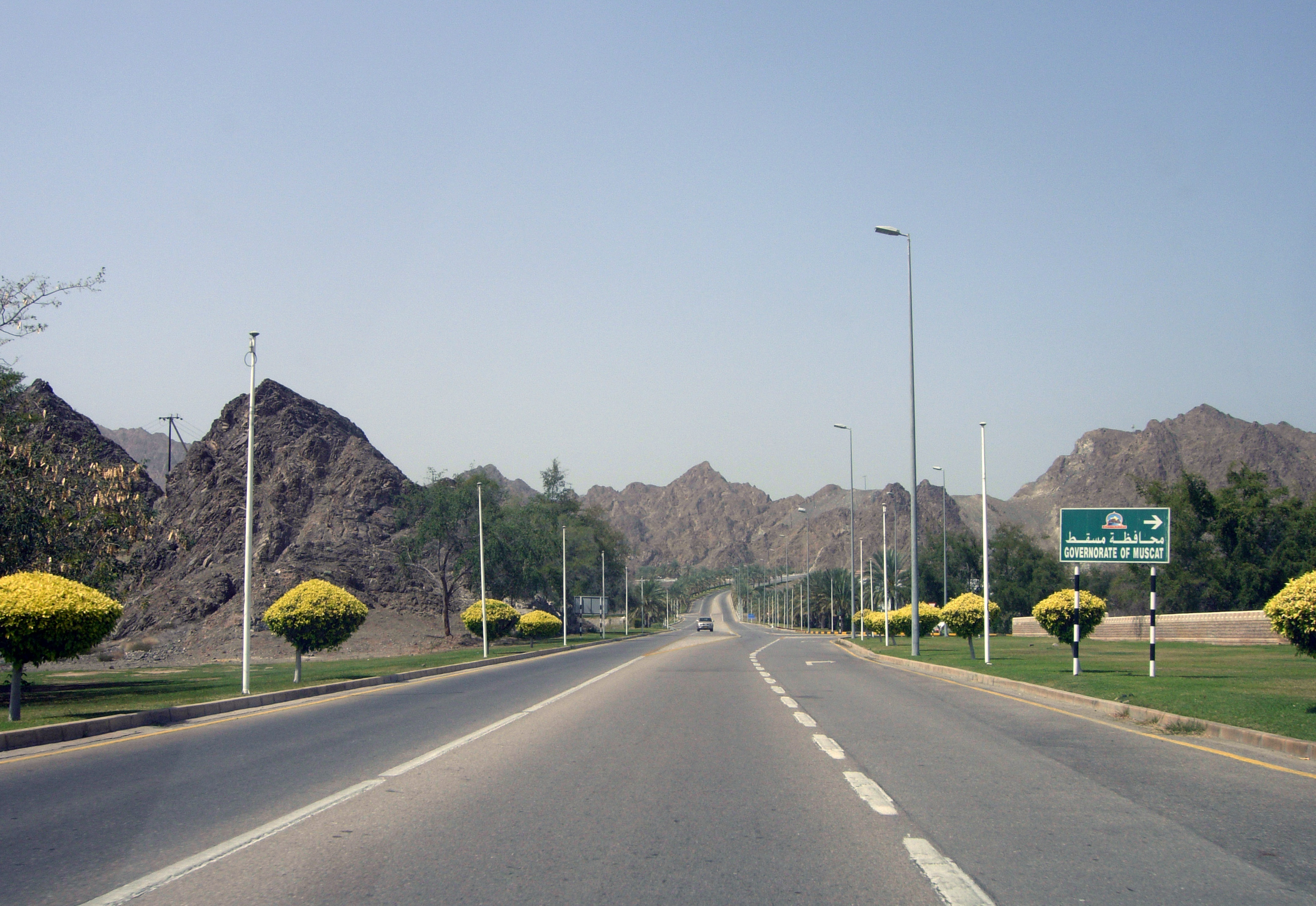
منظر من أحد الطرق في سلطنة عُمان.

تمتلك سلطنة عُمان عدة طرق سريعة، وتوجد خطط لإنشاء المزيد منها ابتداءاً من عام 2017. ويعمل قطاع الطرق والنقل البري التابع لوزارة النقل والمواصلات العمانية على شق الطرق ورصفها وصيانتها وكذلك تطوير قطاع النقل البري لتلبية احتياجات سلطنة عمان والنمو السكاني والعمراني فيها.

## قطاع الطرق والنقل البري

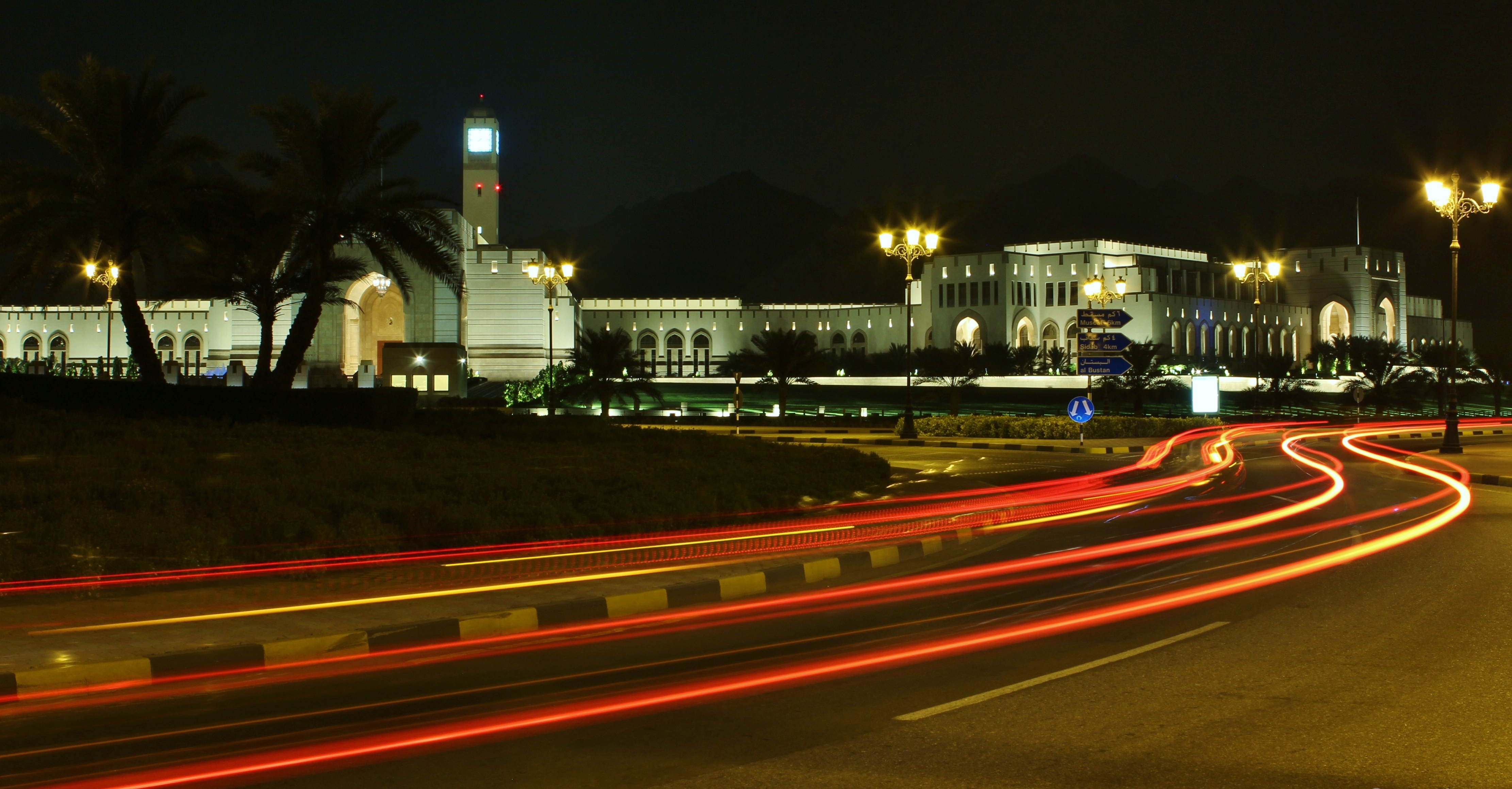
منظر ليلي لأحد الطرق في سلطنة عُمان.

يعمل قطاع النقل في توسيع شبكة الطرق الرئيسية والثانوية التابعة له وتحديث هذه الشبكة من خلال رفع كفاءة الطرق أو إنشاء جسور علوية مع إعطاء السلامة المرورية أهمية كبرى أثناء تصميم وتنفيذ الطرق، كما يعمل القطاع على ربط المناطق الريفية بالمراكز الحضرية عن طريق توسيع شبكة الطرق الترابية بالسلطنة. كما يقوم القطاع بصيانة شبكة الطرق الإسفلتية والترابية بشكل دائم للمحافظة على استثماراتها الكبيرة ولسلامة مستخدمي الطريق ولتقليل تكلفة تشغيل المركبات.
وقد وصل إجمال أطوال الطرق المرصوفة والحصوية والجبلية والترابية في نهاية عام 1998 ما يقرب من 20500 كيلومتراً مقابل 1710 كيلومتراً فقط في عام 1970، وقد بلغت أطوال الطرق الإسفلتية 6329 كيلومتراً والطرق الحصوية 1047 كيلومتراً والطرق الترابية 12941 كيلومتراً.

## قطاع الموانيء

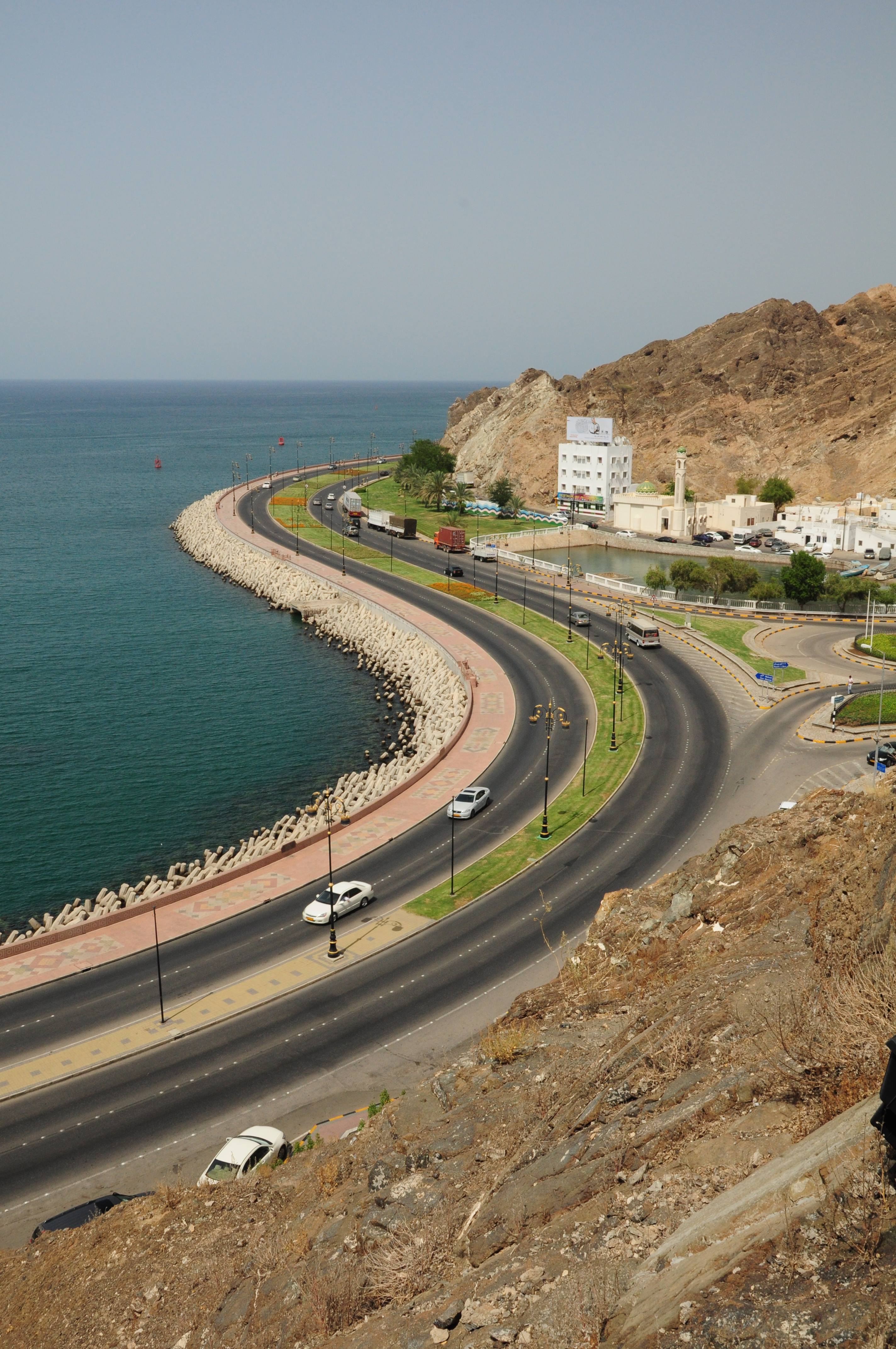
شهد قطاع النقل والمواصلات في سلطنة عمان تطوراً ملحوظاً في العقود الماضية.

ترتكز خطة تطوير قطاع الموانيء في سلطنة عمان على محورين أساسيين هما استغلال الموقع الاستراتيجي للسلطنة على خطوط الملاحة الدولية بين المنطقة ومختلف مناطق العالم من ناحية، ومن ناحية أخرى تطوير قدرات وإمكانيات النقل البحري والتخزين والخدمات في موانئ السلطنة لتتجاوب مع احتياجات التنمية وتحويل السلطنة إلى مركز حيوي على خريطة النقل البحري بالمنطقة.
تم تطوير ميناء السلطان قابوس بمطرح - وهو الميناء الرئيسي في سلطنة عمان - من حيث التصدير والاستيراد حيث أصبح قادراً على استقبال السفن ذات الغاطس الكبير وسفن الحاويات من الجيل الثالث مع زيادة طاقة التشغيل والتخزين وزيادة سرعة وكفاءة أعمال الشحن والتفريغ والمناولة وتبسيط الاجراءات وزيادة امتيازات السفن والناقلات.
وفي الأول من ديسمبر عام 1998 تم افتتاح المرحلة الأولى من مشروع تطوير ميناء صلالة المطل على المحيط الهندي، وهو يتميز بقابليته للاتساع وزيادة الطاقة الاستيعابية. يقع ميناء صلالة على المسار التجاري بين الشرق والغرب الذي يصل بين أوروبا وآسيا وهو من المسارات الرئيسية من الناحية التجارية في العالم، ولذا يخدم الميناء حركة التجارة الإقليمية والدولية مع شرق إفريقيا وأوروبا ومع جنوب وشرق آسيا.
كما اتخذ قطاع الموانئ خطوات عملية لوضع مشروع ميناء صحار على ساحل منطقة الباطنة موضع التنفيذ ليكون ميناءاً كبيراً قادراً على خدمة النشاط الصناعي المتزايد في صحار من جهة وتنشيط التجارة والاقتصاد في ساحل الباطنة وفي السلطنة ككل من ناحية أخرى. وروعي في تصميم ميناء صحار خدمة المنطقة الصناعية في صحار التي تمثل منطقة الصناعات الثقيلة في السلطنة حيث تضم صناعات الحديد والكيماويات والألمونيوم والنحاس. كما تم التوقيع على اتفاقية إنشاء كاسر الأمواج للميناء. وتصل مساحة الميناء إلى نحو 40 كيلومتر مربع ويشمل 9 أرصفة منها رصيفان للبضائع العامة السائبة بطول 315 متراً ورصيف للحاويات بطول 285 متراً وآخر للبضائع الثقيلة بطول 150 متراً ورصيف للسفن الحكومية بطول 200 متراً.

## قطاع الطيران
يمثل قطاع الطيران والنقل الجوي في سلطنة عمان واحداً من القطاعات التي حققت تطوراً ملحوظاً سواء في مطار السيب الدولي أو في مطار صلالة المدني أو غيره من المطارات الداخلية بالسلطنة. ومن أجل استيعاب الزيادة الكبيرة في حركة السفر والسياحة واتساع النشاط الاقتصادي، تم تطوير مطار السيب الدولي وتوسيع طاقته الاستيعابية لمقابلة الزيادة المضطردة في عدد المسافرين عبر المطار. كما تم استكمال مشروع تحسين أنوار المدرج بمطار السيب الدولي، كما يجري إنشاء إضافة لمبنى الإطفاء بمطار السيب الدولي لتعزيز عمليات السلامة والإنقاذ والاستجابة الفورية عند حدوث أية أعطال طارئة. كما شهدت السنوات الأخيرة عمليات تحديث كاملة لأدوات وأجهزة المطار والحواسب الآلية وشبكات الرادار به.
وتزداد أهمية ودور المطارات الأخرى في سلطنة عمان حيث يقوم مطار صلالة المدني بدور حيوي بالنسبة لحركة التجارة والسياحة بمحافظة ظفار ليس فقط خلال موسم الخريف ولكن أيضاً على مدار العام. وقد تم تطوير خدمات الملاحة الجوية والاتصالات بمطار صلالة المدني مع تحسين نظام توزيع الأقمار الصناعية وخدمات الإطفاء والإنقاذ والأرصاد الجوية بالمطار.

## خطوط السكك الحديدية
لا توجد خطوط سكك حديدية رئيسية في عُمان، ولكن هناك خطط للسكك الحديدية بما في ذلك تلك التي تربط السلطنة بالبلدان المجاورة. يوجد قطار صغير في كهف الهوتة يأخذ السياح داخل الكهف في رحلة مدتها 4 دقائق ومسافة لا تتعدى نصف كيلومتر.